# ロリー・ココット
ロリー・ココット（Rory Kockott、1986年6月25日 - ）は、フランスの元ラグビー選手。

## プロフィール
- 南アフリカ共和国・イースト・ロンドン出身。
- 現役時代のポジションはスクラムハーフ(SH)。
- 身長 187cm、体重 102kg
- フランス代表通算キャップ数は11でワールドカップ2015のフランス代表に選ばれた[1]。
- バーバリアンズに選ばれたことがある[2]。

## 略歴
ゴールデン・ライオンズ、シャークス、シャークス、ライオンズを経て、2011年、カストル・オランピックに加入。 
2022年、現役を引退した。 